# Rayonnoceras
Rayonnoceras is een geslacht van uitgestorven mollusken, dat leefde tijdens het Vroeg-Carboon.

## Beschrijving
Deze koppotige had een rechte, kegelvormige schelp met bolle kamers en een centraal gelegen sipho met een complexe bouw. Beide waren gevuld met kalkachtig materiaal, dat daar door het dier tijdens zijn leven was afgezet. De diameter van de schelp bedroeg ongeveer twintig centimeter.

## Leefwijze
Dit carnivore, mariene geslacht bewoonde ondiepe wateren. Het was waarschijnlijk een goede zwemmer.